# Dinami
Dinami – miejscowość i gmina we Włoszech, w regionie Kalabria, w prowincji Vibo Valentia.
Według danych na rok 2004 gminę zamieszkiwały 3542 osoby, 80,5 os./km².

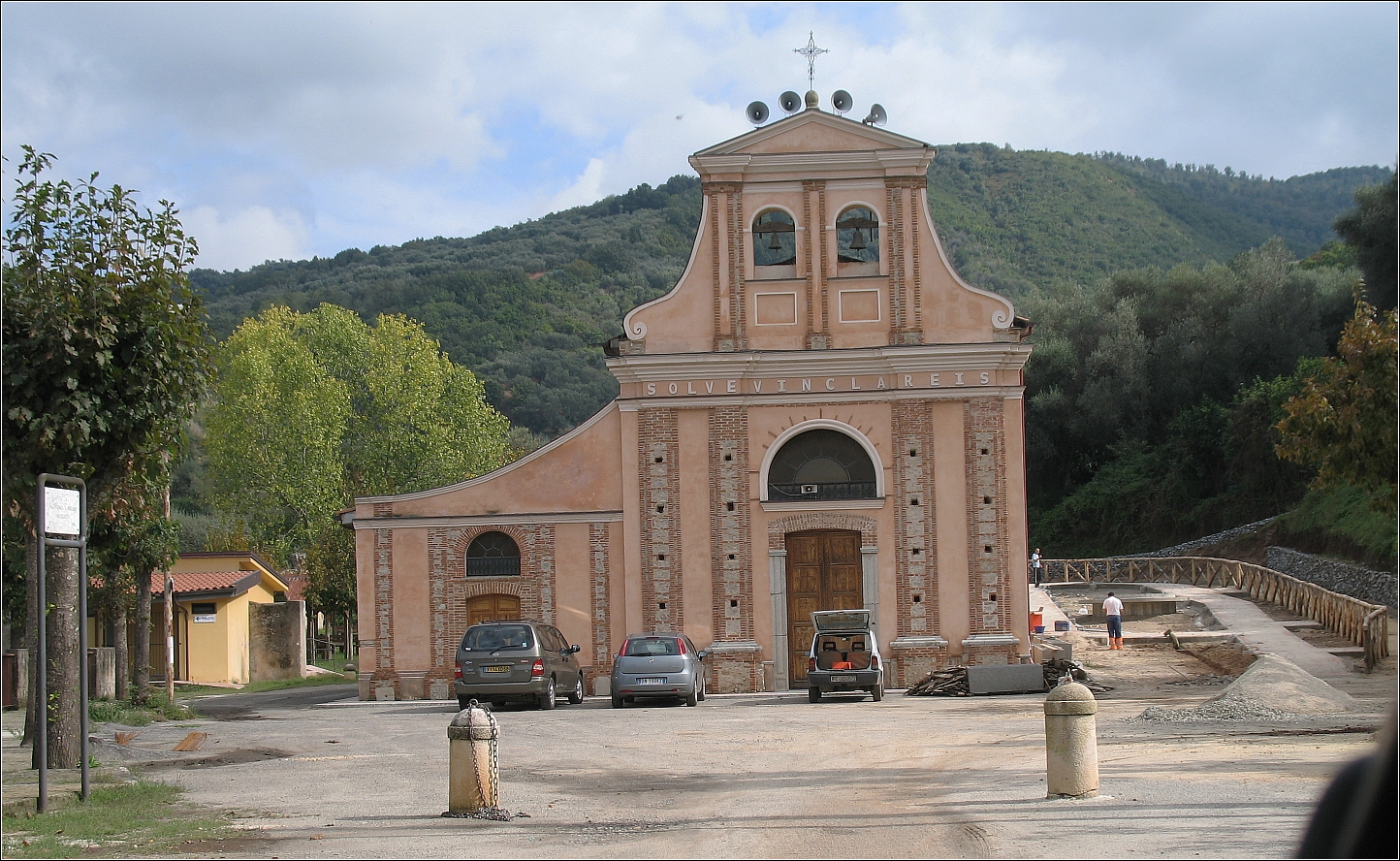
Santuario Maria della Catena
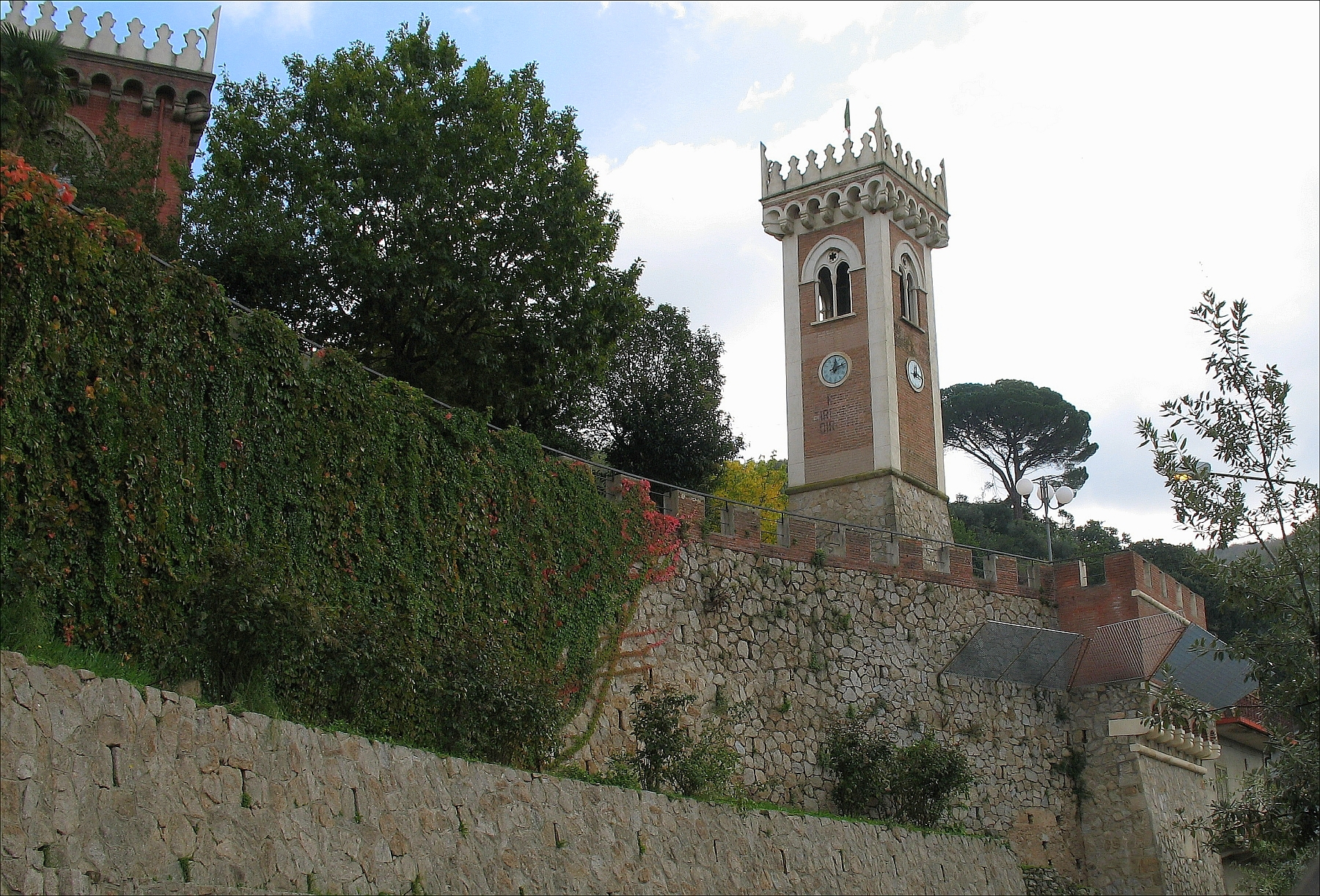
Torre dell'orologio
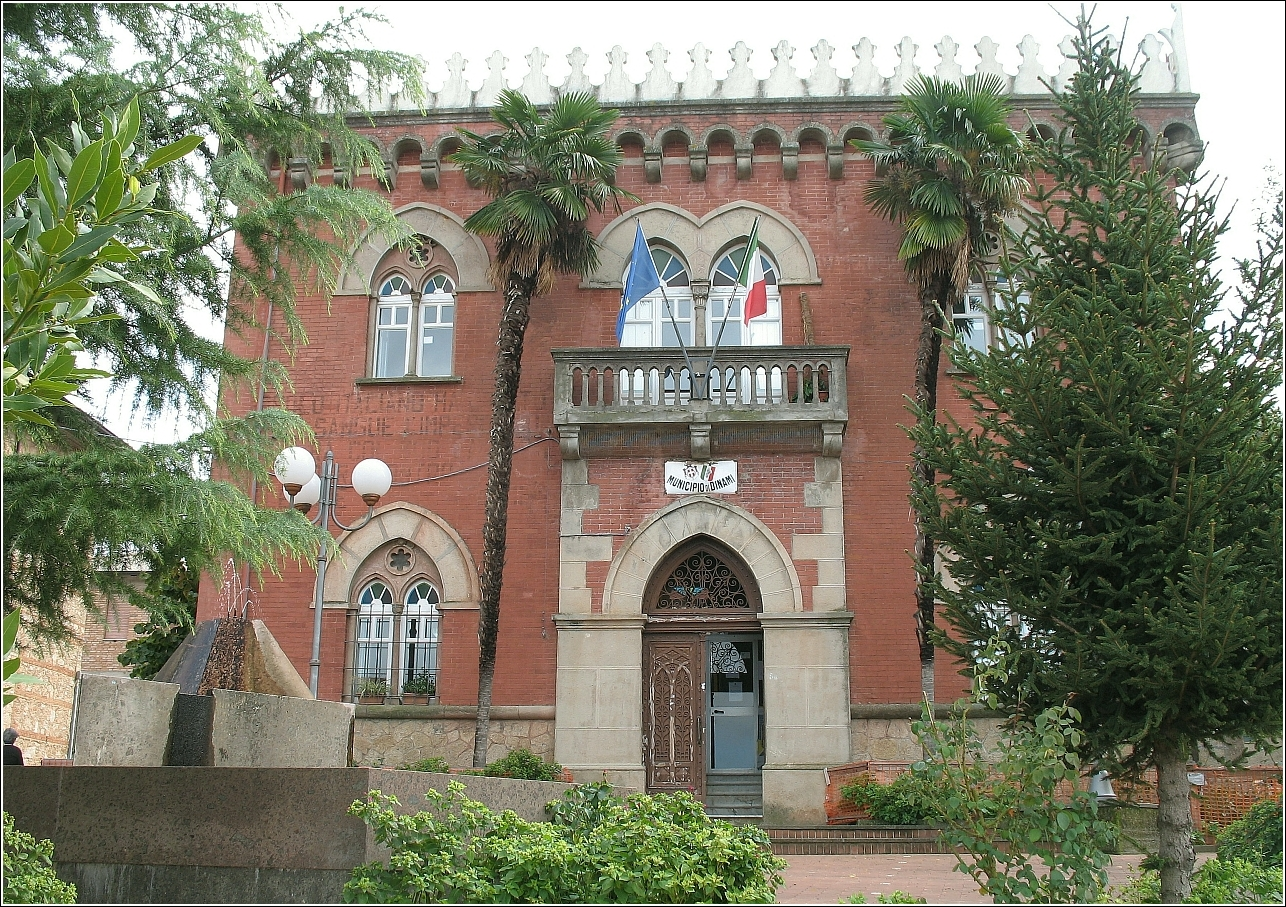
Il Municipio